# Laia Costa
Laia Costa Bertrán (Barcelona, 18 de febrero de 1985) es una actriz española de cine y televisión.
Saltó a la fama por protagonizar la película alemana Victoria (2015). En 2023 ganó el Goya a la mejor actriz protagonista por Cinco lobitos, y en 2024 fue nominada de nuevo en esta categoría por Un amor. Ha rodado proyectos en España, Alemania, Rusia, Argentina, Reino Unido y Estados Unidos.

## Biografía
Laia Costa Bertrán nació en Barcelona el 18 de febrero de 1985. Se graduó en relaciones públicas y marketing en la Universidad Ramon Llull de Barcelona. Durante su estancia en la Universidad conoció a su actual marido, David López. Estudió interpretación en la escuela Nancy Tuñón de Barcelona después de que su hermana, también actriz, estudiara allí. Tras graduarse, Costa trabajó como ejecutiva de cuentas para una agencia de publicidad hasta que decidió dedicarse por completo a su carrera como actriz.
Antes de regresar a Barcelona, residió durante unos años en Miami (Estados Unidos). En mayo de 2020 dio a luz a su primera hija.

## Carrera profesional
En 2011 consiguió un papel regular en la serie de Antena 3 Bandolera, donde interpretó a Inés durante un año. Tras participar en diversas producciones con personajes de reparto; volvió a la televisión con un papel protagonista en la serie de TV3 Pulseras Rojas, donde interpretó a Rym en la segunda temporada de la serie. Después fue una de las actrices principales en la serie fantástica de Antena 3 Cuéntame un cuento.
En 2015 protagonizó el thriller Victoria del director alemán Sebastian Schipper, un film rodado en tiempo real con el que fue candidata a los European Film Awards, se convirtió en la primera actriz extranjera en ganar un Lola (máximo galardón de los Premios del Cine Alemán), recibió el Premio Gaudí como mejor actriz y Premio Sant Jordi de cinematografía. En enero de 2017 fue nominada al premio BAFTA EE Rising Star Award.
Entre 2015 y 2016 formó parte de las producciones Cites de TV3 y Carlos, Rey emperador de Televisión Española donde interpretó a Paula y María de Austria respectivamente. También en 2016 fue la protagonista, junto a Jean Reno, del cortometraje publicitario de verano de Estrella Damm Las pequeñas cosas. Repitió al año siguiente, esta vez junto a Miki Esparbé, en el spot La receta dirigido por Jonás Trueba.
En 2017 fue protagonista, al lado de Leonardo Sbaraglia y Ricardo Darín, del thriller Nieve Negra del director argentino Martín Hodara. También ese año estrenó en el Festival de Sundance la película Newness, del director Drake Doremus, donde comparte cartel con Nicholas Hoult. En 2018 estrenó hasta 5 películas: Maine, del director estadounidense Matthew Brown; Piercing, de Nicolas Pesce junto a Christopher Abbott y Mia Wasikowska; Duck Butter, del puertorriqueño Miguel Arteta y estrenada en el Festival de cine de Tribeca; Como la vida misma (rodada en inglés y castellano), de Dan Fogelman junto a Sergio Peris-Mencheta; y Only You, ópera prima de la británica Harry Wootliff que protagoniza junto a Josh O'Connor.
En 2022, regresó nuevamente al Festival Internacional de Cine de Berlín para estrenar la película Cinco lobitos de la directora Alauda Ruiz de Azúa. La película se proyectaría posteriormente en el Festival de Málaga en marzo del mismo año, donde fue la gran ganadora de la edición, llevándose varios premios, entre ellos la Bíznaga de Plata a la Mejor Interpretación Femenina, un premio ex-aequo para Costa y su coprotagonista Susi Sánchez.
El papel de Amaia, una madre primeriza, le valió los principales reconocimientos durante la temporada de premios, ganando el Premio Goya a la mejor interpretación femenina protagonista, el Premio Platino a la mejor interpretación femenina, el Premio Feroz a la mejor actriz protagonista, el Premio Forqué a la mejor interpretación femenina en cine y obteniendo una nominación por mejor actriz en las Medallas del Círculo de Escritores Cinematográficos.

## Filmografía

### Cine
| Año  | Título                         | Personaje       | Director                 | Notas        |
| ---- | ------------------------------ | --------------- | ------------------------ | ------------ |
| 2012 | Tengo ganas de ti              | Chica Serpiente | Fernando González Molina |              |
| 2013 | Y otro año, perdices           | Claudia         | Marta Díaz de Lope       | Cortometraje |
| 2014 | Fort Ross                      | Lucía           | Yuriy Moroz              |              |
| 2014 | Razones                        | Luna            | Oriol Cuadern            | Cortometraje |
| 2015 | Victoria                       | Victoria        | Sebastian Schipper       |              |
| 2015 | Palmeras en la nieve           | Daniela         | Fernando González Molina |              |
| 2015 | No me quites                   | Laura           | Laura Jou                | Cortometraje |
| 2016 | Las pequeñas cosas             | Laia            | Alberto Rodríguez        | Cortometraje |
| 2017 | Newness                        | Gabi            | Drake Doremus            |              |
| 2017 | Nieve negra                    | Laura           | Martín Hodara            |              |
| 2018 | Only You                       | Elena           | Harry Wootliff           |              |
| 2018 | Life Itself                    | Isabel          | Dan Fogelman             |              |
| 2018 | Duck Butter                    | Sergio          | Miguel Arteta            |              |
| 2018 | Piercing                       | Mona            | Nicolas Pesce            |              |
| 2018 | Maine                          | Bluebird        | Matthew Brown            |              |
| 2022 | Cinco lobitos                  | Amaia           | Alauda Ruiz de Azúa      |              |
| 2023 | Els encantats                  | Irene           | Elena Trapé              |              |
| 2023 | Un amor                        | Nat             | Isabel Coixet            |              |
| 2023 | El maestro que prometió el mar | Ariadna         | Patricia Font            |              |
| 2026 | La momia                       |                 | Lee Cronin               |              |

### Televisión
| Año       | Título                              | Personaje            | Notas                      |
| --------- | ----------------------------------- | -------------------- | -------------------------- |
| 2011-2012 | Bandolera                           | Inés Flores          | Principal, 123 episodios   |
| 2012      | Toledo, cruce de destinos           | Aurora               | 1 episodio                 |
| 2013      | Polseres vermelles                  | Rym                  | Secundaria, 13 episodios   |
| 2013-2014 | El tiempo entre costuras            | Alba                 | Secundaria, 3 episodios    |
| 2014      | Cuéntame un cuento: Caperucita Roja | Caperucita Roja      | 1 episodio                 |
| 2015      | Habitaciones cerradas               | Montserrat Espelleta | Miniserie, 2 episodios     |
| 2015-2016 | Carlos, Rey Emperador               | María de Austria     | Secundaria, 8 episodios    |
| 2015-2016 | Cites                               | Paula Gutiérrez      | Protagonista, 7 episodios  |
| 2019      | Foodie Love                         | Ella                 | Protagonista, 8 episodios  |
| 2020      | Devils                              | Sofía Flores         | Protagonista, 10 episodios |
| 2020      | Soulmates                           | Libby                | 1 episodio                 |
| 2023      | The Diplomat                        | Mariona Cabell       | Miniserie, 5 episodios     |
| 2023      | Citas Barcelona                     | Paula Gutiérrez      | 1 episodio                 |
| 2023-2025 | La rueda del tiempo                 | Moghedien            | Secundaria, 6 episodios    |

### Teatro
| Año  | Obra                                                 | Papel          | Teatro                      |
| ---- | ---------------------------------------------------- | -------------- | --------------------------- |
| 2013 | Atraco, paliza y muerte en Agbanäspach               | Maria Kapravof | Teatro Nacional de Cataluña |
| 2014 | Llum o de les potencialitats lluminoses del cos humà | Calda          | Festival Griego             |

### Videos musicales
| Año  | Título             | Artista         | Papel | Ref.   |
| ---- | ------------------ | --------------- | ----- | ------ |
| 2010 | «Today Is the Day» | Portrait        | Ella  | [ 32 ] |
| 2013 | «Arenas Movedizas» | La Bien Querida |       | [ 33 ] |
| 2015 | «Verdugo»          | The New Raemon  |       |        |

## Premios y nominaciones
| Año  | Premios                                                         | Categoría                                           | Película                            | Resultado | Ref(s) |
| ---- | --------------------------------------------------------------- | --------------------------------------------------- | ----------------------------------- | --------- | ------ |
| 2014 | Subtitle European Film Festival Irlanda                         | Spotlight Breakthrough Acting Award                 | Spotlight Breakthrough Acting Award | Ganadora  |        |
| 2015 | Premios de la Academia del Cine Alemán                          | Mejor actriz protagonista                           | Victoria                            | Ganadora  |        |
| 2015 | Premios de la Academia del Cine Europeo                         | Mejor actriz protagonista                           | Victoria                            | Nominada  |        |
| 2015 | Premios Bambi                                                   | Mejor actriz protagonista                           | Victoria                            | Nominada  |        |
| 2016 | Premios Gaudí                                                   | Mejor actriz protagonista                           | Victoria                            | Ganadora  |        |
| 2016 | Premios Sant Jordi de Cinematografía                            | Mejor actriz en película extranjera                 | Victoria                            | Ganadora  |        |
| 2016 | Festival de Cine Español de Málaga                              | Bíznaga de Plata a la Mejor Actriz                  | No me quites                        | Ganadora  |        |
| 2016 | Semana de Cine de Medina del Campo                              | Mejor actriz                                        | No me quites                        | Ganadora  |        |
| 2016 | Festival Internacional de Cortometrajes de Torrelavega (FICT)   | Mejor actriz                                        | No me quites                        | Ganadora  | [ 34 ] |
| 2016 | Certamen Nacional de Cortometrajes de l’Alfàs del Pi            | Mejor actriz                                        | No me quites                        | Ganadora  | [ 35 ] |
| 2016 | Festival Internacional de Cortometrajes de Cuenca ‘Ficción -20’ | Mejor interpretación                                | No me quites                        | Ganadora  | [ 36 ] |
| 2016 | Certamen Nacional de Creación Audiovisual de Cabra              | Mejor interpretación femenina                       | No me quites                        | Ganadora  | [ 37 ] |
| 2017 | BAFTA British Academy Awards                                    | EE Rising Star                                      | EE Rising Star                      | Nominada  |        |
| 2020 | Premios Feroz                                                   | Mejor actriz protagonista de una serie              | Foodie Love                         | Nominada  |        |
| 2022 | Festival de Cine Español de Málaga                              | Bíznaga de Plata a la Mejor Interpretación Femenina | Cinco lobitos                       | Ganadora  | [ 28 ] |
| 2022 | Evolution Mallorca International Film Festival                  | Evolution New Talent                                | Evolution New Talent                | Ganadora  | [ 38 ] |
| 2022 | Festival Internacional de Cine de Albacete Abycine              | Premio Trayectoria Joven                            | Premio Trayectoria Joven            | Ganadora  | [ 39 ] |
| 2022 | Festival CiBRA                                                  | Mejor interpretación femenina                       | Cinco lobitos                       | Ganadora  | [ 40 ] |
| 2022 | Festival Internacional de Cine de Almería                       | Mejor actriz                                        | Cinco lobitos                       | Ganadora  | [ 41 ] |
| 2022 | Premios Forqué                                                  | Mejor interpretación femenina en cine               | Cinco lobitos                       | Ganadora  | [ 42 ] |
| 2023 | Premios Feroz                                                   | Mejor actriz protagonista                           | Cinco lobitos                       | Ganadora  | [ 43 ] |
| 2023 | Medallas del Círculo de Escritores Cinematográficos             | Mejor actriz                                        | Cinco lobitos                       | Nominada  | [ 31 ] |
| 2023 | Premios Goya                                                    | Mejor interpretación femenina protagonista          | Cinco lobitos                       | Ganadora  | [ 44 ] |
| 2023 | Premios de la Unión de Actores                                  | Mejor actriz protagonista de cine                   | Cinco lobitos                       | Ganadora  | [ 45 ] |
| 2023 | Premios Platino                                                 | Mejor interpretación femenina                       | Cinco lobitos                       | Ganadora  | [ 30 ] |
| 2023 | Premios Rolling Stone en Español                                | Actuación del año                                   | Cinco lobitos                       | Nominada  | [ 46 ] |
| 2023 | Premios Forqué                                                  | Mejor interpretación femenina en cine               | Un amor                             | Nominada  | [ 47 ] |
| 2024 | Premios Feroz                                                   | Mejor actriz protagonista                           | Un amor                             | Nominada  | [ 48 ] |
| 2024 | Premios Gaudí                                                   | Mejor actriz protagonista                           | Un amor                             | Nominada  | [ 49 ] |
| 2024 | Premios Goya                                                    | Mejor interpretación femenina protagonista          | Un amor                             | Nominada  | [ 50 ] |
| 2024 | Premios Fotogramas de Plata                                     | Mejor actriz de cine                                | Un amor                             | Nominada  | [ 51 ] |
| 2024 | Premios de la Unión de Actores                                  | Mejor actriz protagonista de cine                   | Un amor                             | Nominada  | [ 52 ] |
| 2024 | Premios Platino                                                 | Mejor interpretación femenina                       | Un amor                             | Ganadora  | [ 53 ] |